# I. A. Richards
(I. A. Richards, Verità e pseudoaffermazioni)
Ivor Armstrong Richards (Sandbach, 23 febbraio 1893 – Cambridge, 7 settembre 1979) è stato un critico letterario, scrittore e insegnante britannico.
I. A. Richards, come firmava i suoi studi, è stato tra i più influenti critici della prima metà del XX secolo, autore di quattro libri fondamentali di critica letteraria e retorica, The Meaning of Meaning (1923), Principles of Literary Criticism (1924), Practical Criticism (1929), e The Philosophy of Rhetoric (1936).

## Biografia
Dopo aver studiato al Clifton College e al Magdalene College, dove si laureò in filosofia morale nel 1915, e dove ebbe tra i suoi insegnanti John Ellis McTaggart e George Edward Moore, rimase all'Università di Cambridge fino al 1939, per poi insegnare all'Università Harvard fino al 1963.
Nel 1926 sposò Dorothy Pilley Richards (1894-1986), appassionata di arrampicata e poi autrice del libro di memorie Climbing Days (1935), la quale lo coinvolse in alcune delle sue spedizioni, per esempio una scalata dal lato nord del Dent Blanche nel 1928.
In collaborazione con Charles Kay Ogden (1889-1957), studioso eccentrico di filosofia e linguistica che si definiva uomo universale, lavorò in tre aree:
Nel 1922 Foundations of Aesthetics (con un terzo collaboratore, tale James Woods) individuano i principi della ricezione estetica che stanno alla base della teoria dell'"armonia", o bilanciamento degli impulsi psicologici coinvolti, prendendo distanza dai dogmi dalla critica a loro contemporanea, rappresentata da Clive Bell e Roger Fry e in genere dal Bloomsbury Group.

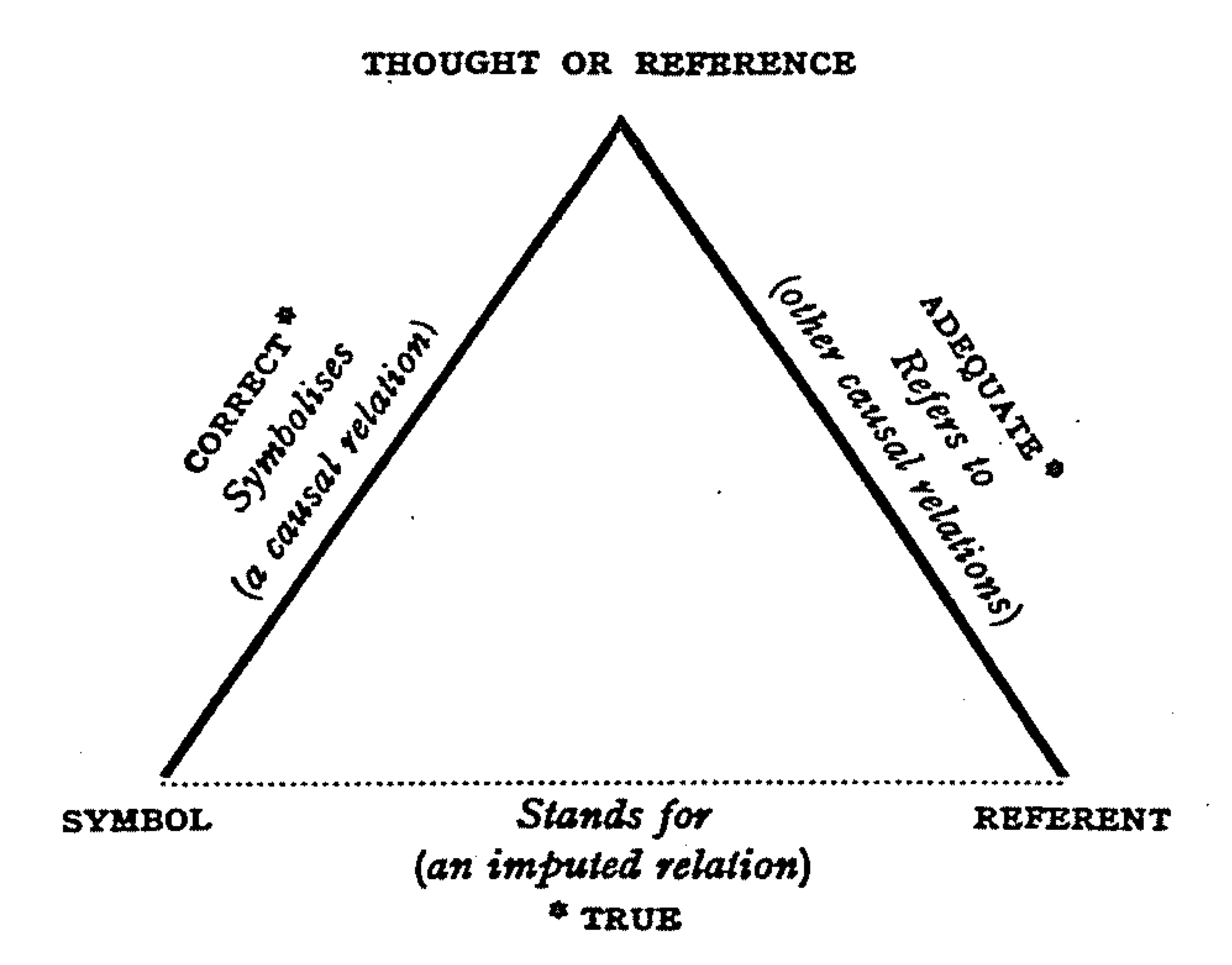
Il triangolo semiotico

Nel 1923 The Meaning of Meaning. A Study of the Influence of Language upon Thought and of the Science of Symbolism, che in qualche modo, attraversando i confini di diverse discipline, si riferiva alla semiotica di Charles Sanders Peirce per descrivere il funzionamento del linguaggio sulla base del cosiddetto triangolo semiotico (una figura che sorpassa il dualismo significante-significato d'origine saussuriana e che verrà ripresa anche da Umberto Eco).
Inclusi nello stesso libro venivano presentati un saggio di Bronisław Malinowski sul significato presso i popoli primitivi (The Problem of Meaning in Primitive Languages) e di Francis Graham Crookshank sulla semiotica medica (The Importance of a Theory of Signs and a Critique of Language in the Study of Medicine).
Nel libro appare anche il famoso paradosso che ironizza sulla critica autoreferenziale, detto "The gostak distims the doshes" (intraducibile). Per esempio:
- Che cos'è il gostak?
- Il gostak è ciò che i doshes distims.
- Che vuole dire distims?
- Distims è l'effetto del gostak sui doshes.
- D'accordo, ma cosa sono i doshes?
- I doshes sono ciò che il gostak distims.

Infine anche nel campo della linguistica, i due collaborarono a lavori come The General Basic English Dictionary e Times of India Guide to Basic English (1938), dove cercarono di sviluppare un progetto internazionale di inglese elementare basato su un vocabolario di sole 850 parole.
Sulla base di questi principi di base, Richards da solo proseguì le sue ricerche estetiche sviluppando quel "close reading" o lettura ravvicinata che scomponeva in piccoli segmenti i testi, attraverso lavori come Principles of Literary Criticism (1924), Science and Poetry (1926, che nell'ed. commentata del 1970 aggiunge il saggio How Does a Poem Know When It Is Finished del 1963); Practical Criticism: A Study of Literary Judgment (1929); Mencius on the Mind: Experiments in Multiple Definition (1932, che prende spunto da Mencio); Basic Rules of Reason (1933); Coleridge on Imagination (1934, su Samuel Taylor Coleridge); Basic in Teaching: East and West (1935) ecc.
A Cambridge divenne così popolare che a volte le lezioni dovevano essere tenute all'aperto perché non c'era aula abbastanza grande per contenere i convitati. Attraverso William Empson, che fu suo allievo, Richards influenzò anche il New Criticism.
Un altro libro importante, che riprendeva le idee di Meaning of the Meaning con una teoria originale della metafora fu The Philosophy of Rhetoric (1936).
La sua ricerca proseguì con Interpretation in Teaching (1938); How To Read a Page: A Course in Effective Reading, con l'introduzione a 100 parole importanti (1942); la traduzione in inglese elementare de La Repubblica di Platone (1942); Basic English and Its Uses (1943); The Wrath of Achilles, che riduceva e ritraduceva in inglese elementare il poema omerico Iliade (1950); Speculative Instruments (1955); So Much Nearer: Essays toward a World English (1960, che include l'importante capitolo The Future of Poetry); Beyond (1974, sul problema della giustizia e del senso di appartenenza alla specie umana, in qualche modo il suo testamento); Poetries, Their Media and Ends: A Collection of Essays (1974, a cura di Trevor Eaton); Complementarities: Uncollected Essays (1976, a cura di John Paul Russo, autore anche di un'importante monografia su di lui); l'antologia Richards on Rethoric: Selected Essays 1929-1974 (1991, a cura di Ann E. Berthoff) e i Collected Shorter Writings, 1919-1938 con cui la casa editrice Routledge ha cominciato la raccolta delle sue opere nel 2001.
Dopo la seconda guerra mondiale, collaborò con Christine M. Gibson alla pionieristica sperimentazione pedagogica di usare film, registratori audio e immagini per imparare una seconda lingua. Fece anche esperimenti di persona anche durante i suoi viaggi in Cina e infine lavorò ai dizionari through pictures (inglese, francese, tedesco, italiano, spagnolo, russo, ebraico), dizionari per immagini, alcuni dei quali sono stati pubblicati in italiano da Garzanti e da Vallardi.
Uscirono anche le sue poesie Goodbye Earth and Other Poems (1958) e The Screens and Other Poems (1960) e la pièce teatrale Tomorrow morning, Faustus: An Infernal Commedy (1962). Per il teatro adattò anche alcuni dialoghi platonici in Why So, Socrates (1964). 
Nel 1974 tornò in Inghilterra, ma anche dopo il pensionamento continuò a credere nell'insegnamento e si fece coinvolgere in un estenuante giro di conferenze in Cina, dal quale tornò per morire all'età di 87 anni.
Una scelta di sue lettere, a cura di John Constable, Selected letters of I.A. Richards, sono uscite nel 1990 presso la Clarendon Press (Oxford).

## Opere in italiano
- I fondamenti della critica letteraria, trad. Franco Marenco ed Elio Chinol, con un saggio introduttivo di Elio Chinol, Einaudi ("Saggi" n. 286), Torino 1961, 1972 ("PBE" n. 191)
- Il significato del significato: studio dell'influsso del linguaggio sul pensiero e della scienza del simbolismo (con C.K. Ogden), trad. Luca Pavolini, Il Saggiatore ("La cultura" n. 2), Milano 1966; poi Garzanti ("Saggi"), Milano 1975
- La filosofia della retorica, trad. Beniamino Placido, Feltrinelli ("I fatti e le idee" n. 166), Milano 1967